# Kreuz Altdorf
Het Kreuz Altdorf ligt in de Duitse deelstaat Beieren. Op dit klaverbladknooppunt ten noordwesten van de stad Altdorf kruist de A3 (Oberhausen — Frankfurt am Main — Passau) de A6 (Saarbrücken — Mannheim — Neurenberg).

## Geografie
Het knooppunt ligt in de gemeente Winkelhaid, in Middenfranken, niet ver van de regio Oberpfalz. Het knooppunt ligt ongeveer 5 km ten noordwesten van  het dorp Altdorf bei Nürnberg waarnaar het vernoemd is, ongeveer 15 km ten zuidoosten van het centrum van Neurenberg en ongeveer 150 km ten noorden van München.
Het is een belangrijk snelwegknooppunt want het vormt de verbinding tussen de A3 (Nederland-Oostenrijk) en de A6 (Frankrijk-Tsjechië).

## Rijstroken
Nabij het knooppunt zijn beide snelwegen aangelegd met 2x3 rijstroken. 
Alle verbindingsbogen in het knooppunt hebben één rijstrook.

## Verkeerintensiteiten
In 2010 werd het knooppunt dagelijks door ongeveer 75.000 voertuigen gebruikt. 
| Van                         | Naar                       | Gemiddeld aantal voertuigen per dag |
| --------------------------- | -------------------------- | ----------------------------------- |
| AK Nürnberg (A 3)           | AK Altdorf                 | 40.000                              |
| AK Altdorf                  | AS Altdorf/Burgthann (A 3) | 46.500                              |
| AS Kreuz Nürnberg-Ost (A 6) | AK Altdorf                 | 38.500                              |
| AK Altdorf                  | AS Altdorf/Leinburg (A 6)  | 28.100                              |

## Richtingen knooppunt
| Aansluitende wegen                                                   | Aansluitende wegen      | Aansluitende wegen | Aansluitende wegen | Aansluitende wegen           |
| -------------------------------------------------------------------- | ----------------------- | ------------------ | ------------------ | ---------------------------- |
| richting Neurenberg-Nord / Berlijn (A9) Würzburg / Frankfurt am Main |                         |                    |                    |                              |
|                                                                      |                         |                    |                    |                              |
| richting Neurenberg / Heilbronn München (A9)                         | richting Amberg / Praag |                    |                    |                              |
|                                                                      |                         |                    |                    |                              |
|                                                                      |                         |                    |                    | richting Regensburg / Passau |

## Trivia
Het kreuz Altdorf is het zuidelijkste knooppunt in de regio Franken en vormt een belangrijke schakel in de verkeersassen Neurenberg-Praag en Würzburg-Regensburg.